# ميخائيل سكوت (عسكري)
ميخائيل سكوت (بالإنجليزية: Michael Scott)‏ هو عسكري بريطاني، ولد في 3 مارس 1941.